# São Miguel (concelho de Cabo Verde)
| São Miguel Concelho de São Miguel                                                 |                     |
| \| [[Ficheiro:\\|125px\\|Bandeira São Miguel]] \| \| \| (Bandeira) \| (Brasão) \| |                     |
| [[Ficheiro:\|270px\|center\|Localização São Miguel]]                              |                     |
| Gentílico                                                                         |                     |
| Ilha                                                                              | Santiago            |
| Sede                                                                              | Cidade da Calheta   |
| Freguesias                                                                        | São Miguel Arcanjo  |
| Área                                                                              | 90,2 km²            |
| População                                                                         | 15648               |
| Fundação                                                                          | 1834 por .          |
| Dia do Município                                                                  | 29 de Setembro      |
| Website                                                                           | http://www.cmsm.cv/ |
| [[Ficheiro:\|125px\|Bandeira São Miguel]]                                         | Brasão São Miguel   |
| (Bandeira)                                                                        | (Brasão)            |

São Miguel é um concelho da Ilha de Santiago, em Cabo Verde. Fica situado na região nordeste da ilha e tem 90,2 km2 de superfície e uma densidade aproximada de 173,5 habitantes por km2. A maioria da população reside no meio rural (73%). Das 23 localidades que a compõe a Cidade da Calheta, composta pelos povoados de Calheta, Veneza e Ponta Verde, é o único centro urbano do Concelho. A 40 Km de Praia, capital do País, faz fronteira com três outros Municípios: Tarrafal a Norte, Santa Cruz a Sul e Santa Catarina a Oeste, com os quais partilha algumas infra-estruturas comuns, e a Este com a orla marítima.

## Freguesias
O concelho é constituído por uma só freguesia: São Miguel Arcanjo.

## Actividades económicas
Apesar do aumento significativo ao longo dos anos de pessoas a dedicarem-se ao comércio formal e informal e a prestação de serviços a economia do Concelho é impulsionada com as actividades relacionadas com o sector primário: a agricultura, a pecuária e a pesca, que garantem de forma significativa o sustento e o rendimento das famílias.  .

## Caracterização do Aglomerado Urbano
O principal centro urbano é a Cidade da Calheta (Veneza), onde estão a administração do Concelho e os principais serviços públicos. Segundo o INE, no ano 2000 Calheta tinha 4.967 habitantes (incluindo Veneza e Ponta Verde).
O modelo de implantação, ao longo da via estruturante litoral e sem muita densidade nem altura, não tem criado um núcleo contínuo, mantendo assim o carácter de identidade de cada um desses três assentamentos. Sua localização responde, por um lado, às condições físicas do território (evitar inundações e pendentes excessivas) e, por outro, à obtenção de recursos para a subsistência (proximidade dos solos mais produtivos e do mar).
Em geral, as edificações são construídas procurando a melhor direção e adaptação topográfica. A estrutura de loteamento tradicional mais apreciada nos aglomerados mais antigos é de 30 x 90 “palmos” (6 por 18 m) para os loteamentos simples e de 45 x 90 para as edificações de lote e meio. Mais a norte de Calheta a geografia complica-se e a distribuição da população localiza-se um pouco mais para o interior.

## História
Foi criado em 1996, quando uma freguesia do antigo Concelho do Tarrafal foi separada para formar o Concelho de São Miguel.
Em 2016 ouve uma nova eleiçoes municipal em que o sr meno fernandes ganhou com uma maioria absoluta.

## Demografia
| População de São Miguel (concelho de Cabo Verde) (1940–2010) | População de São Miguel (concelho de Cabo Verde) (1940–2010) | População de São Miguel (concelho de Cabo Verde) (1940–2010) | População de São Miguel (concelho de Cabo Verde) (1940–2010) | População de São Miguel (concelho de Cabo Verde) (1940–2010) | População de São Miguel (concelho de Cabo Verde) (1940–2010) | População de São Miguel (concelho de Cabo Verde) (1940–2010) | População de São Miguel (concelho de Cabo Verde) (1940–2010) |
| ------------------------------------------------------------ | ------------------------------------------------------------ | ------------------------------------------------------------ | ------------------------------------------------------------ | ------------------------------------------------------------ | ------------------------------------------------------------ | ------------------------------------------------------------ | ------------------------------------------------------------ |
| 1940                                                         | 1950                                                         | 1960                                                         | 1970                                                         | 1980                                                         | 1990                                                         | 2000                                                         | 2010                                                         |
| —                                                            | —                                                            | —                                                            | —                                                            | 12349                                                        | 13786                                                        | 16128                                                        | 15648                                                        |